# Boucle d'or et les Trois Ours (film, 1939)
 (septembre 2024).
Si vous disposez d'ouvrages ou d'articles de référence ou si vous connaissez des sites web de qualité traitant du thème abordé ici, merci de compléter l'article en donnant les références utiles à sa vérifiabilité et en les liant à la section « Notes et références ».
Pour plus de détails, voir Fiche technique et Distribution.
Boucle d'or et les Trois Ours (Goldilocks and the Three Bears) est un court métrage d'animation américain réalisé par Hugh Harman et sorti le 15 juillet 1939.